# Nazlı Tolga
Pour les articles homonymes, voir Tolga.
Nazlı Tolga Brenninkmeyer, née le 8 novembre 1979 à Ankara, est une présentatrice de télévision, enseignante et une journaliste néerlandaise d'origine turque.

## Biographie
Après des études au lycée privé Üsküdar American College, puis en classe préparatoire littéraire à İstanbul (1997), elle étudie entre 1998 et 2003 à l'Université de Marmara, au département de communication et journalisme.
À partir du 31 août 1998, elle présente les journaux de Kanal D jusqu'en 2002. Elle est nommée rédactrice en chef de l'information de Kanal D en 1998 jusqu'en 2002. De 2003 à 2007, Nazlı Tolga est présentatrice adjointe de la rédaction de l'information de Show TV et Sky Turk (en). Elle travaille également pour Fox. En septembre 2007, et jusqu'au 14 juin 2013, Nazlı Tolga présente, en compagnie de Rupert Murdock et Doğan Şentürk, les Nazlı Tolga ile Fox Ana Haber. Nazlı Tolga démissionne de son poste à FOX TV le 14 juin 2013, car elle se marie et s'installe à l'étranger. Sur ce, le principal programme d'information de Nazlı Tolga sur Fox TV est transféré à Fatih Portakal, le présentateur des nouvelles du matin de la même chaîne, à partir du 2 septembre 2013.

## Vie privée
Depuis 2013, elle vit avec l'homme d'affaires hollandais Lawrence Brenninkmeyer, à Istanbul. Elle a deux filles. Elle a vécu au Brésil et vit en Londres et Chine aujourd'hui.